# تشهل زرعي (إيوان)
تشهل زرعي (بالفارسية: چهل زرعی) هي قرية تقع في قسم زرنة الريفي (مقاطعة إيوان) في إيران. يقدر عدد سكانها بـ 283 نسمة بحسب إحصاء 2016.